# Kaktus Kalinovskij
Kaktus Kalinovskij (russisk: Кастусь Калиновский) er en sovjetisk film fra 1928 af Vladimir Gardin.

## Medvirkende
- Nikolai Simonov som Kastus Kalinovskij
- V. Plotnikov som Wielkopolski
- Kondrat Jakovlev som Mikhail Muravjov-Vilenskij
- Aleksej Feona som Skublinski
- Grigorij Ge som Krasinski